# Orthogonys chloricterus
Az Orthogonys chloricterus a madarak osztályának verébalakúak (Passeriformes) rendjébe és a tangarafélék (Thraupidae) családjába tartozó Orthogonys nem egyetlen faja. A családon belüli elhelyezkedése még  nem tisztázott.

## Előfordulása
Brazília délkeleti részén, az Atlanti-óceán partvidékén honos. A természetes élőhelye szubtrópusi és trópusi hegyi nedves erdők. Állandó nem vonuló faj.